# マーキュリー (暗号資産交換業者)
株式会社マーキュリーは、運営する暗号資産販売所CoinTrade（コイントレード）の運営などを行う会社。
インターネットメディアの企画・開発・運営を行う株式会社セレスの子会社である。
2021年2月に暗号資産交換業者登録（登録番号 関東財務局長 第00025号）。

## 概要
マーキュリーは、2017年9月1日にセレスの子会社として設立。
セレスは現金や電子マネー等に交換可能なポイントサービスを運営している。子会社設立の理由として、ポイントは一種の仮想通貨であると定義しており、グローバルな決算手段であるビットコインなどの仮想通貨とは親和性が非常に高いと考えていると発表。
なお、セレスは2017年7月に国内大手の仮想通貨取引所を運営するビットバンク株式会社を持分法適用関連会社としている。

## 沿革

### 2017年
9月1日　- 会社設立
11月　- 仮想通貨マイニング事業開始

### 2019年
4月　- オフィス移転

### 2021年
2月　- 暗号資産交換業者登録（登録番号　第00025号）
3月　- 暗号資産販売所「CoinTrade（コイントレード）」のサービスを開始
7月　- CoinTrade（コイントレード）のPC版取引ツールの提供を開始
7月　- 株式会社セレスが運営するポイントサイト「モッピー」と提携しモッピーポイントを暗号資産に交換するサービスを開始
9月　- 株式会社リアルワールドおよび株式会社REAL FINTECHが運営する「RealPayギフト」と提携し、RealPayギフトの選択先にCoinTrade（コイントレード）が扱う暗号資産を追加することを発表

### 2022年
7月　- GINKAN運営のグルメSNS「シンクロライフ」と業務提携開始
7月　- ステーキングサービス「CoinTradeStake」を開始
12月　- ポイントサイト「PointIncome」と提携し、CoinTrade（コイントレード）が扱う暗号資産（イーサリアム：ETHとリップル：XRP）へのポイント交換を開始

### 2024年
3月　- 本社を東京都渋谷区渋谷区桜丘へ移転

## 主な事業（サービス名）
- 暗号資産販売所「CoinTrade（コイントレード）」

CoinTrade（コイントレード）は、株式会社マーキュリーが運営する暗号資産販売所。
- ステーキングサービス「CoinTradeStake」

CoinTradeStake（コイントレードステーク）は株式会社マーキュリーが運営するステーキングサービス
- マイニング事業

## 取扱通貨
- ビットコイン (Bitcoin: ティッカーコード:BTC)
- イーサリアム (Ethereum: ティッカーコード:ETH)
- リップル (Ripple: ティッカーコード:XRP)
- ビットコインキャッシュ (Bitcoin Cash: ティッカーコード:BCH）
- ライトコイン (Litecoin: ティッカーコード:LTC)
- パレットトークン (Palette Token: ティッカーコード:PLT)
- アイオーエスティー (IOST: ティッカーコード:IOST)
- エイダ (Cardano: ティッカーコード:ADA)
- ポルカドット (Polka Dot: ティッカーコード:DOT)
- テゾス (Tezos: ティッカーコード:XTZ)

- ヘデラ（HBAR：ヘデラ）[12]

## 加盟団体
- 一般社団法人日本暗号資産取引業協会（JVCEA）
- 一般社団法人ブロックチェーン推進協会（BCCC）
- 一般社団法人日本ブロックチェーン協会（JBA）

## 関連ページ
- 暗号資産交換業者登録一覧